# Oh Seung-hee
Oh Seung-hee (hangul: 오승희; hanja: 吳承姬; rr: Oh Seung-heui; MR: Oh Sŭng-hŭi; nascida em 10 de outubro de 1995) mais frequentemente creditada na carreira musical apenas como Seunghee (hangul: 승희), é uma cantora sul-coreana. É popularmente conhecida por ser integrante do grupo feminino CLC.

## Biografia
Seunghee nasceu em 10 de outubro de 1995, em Gwangju, Coreia do Sul. Ela é formada na Universidade de Chungdam.
Em 2013, ela juntamente com Choi Yu-jin (conhecidas como Cube Girls) lançou uma música colaborativa, "Perfume" com Yang Yo-seob do Highlight (na época com o BEAST) como parte do Cube Voice Project criado pela Cube Entertainment. Em 2014, ela também colaborou com Sungjae do BtoB com a música "Curious" (공금 해), que se tornou parte da trilha sonora original do drama, Plus Nine Boys. Ela também apareceu nos videoclipes de "2nd Confession" e "The Winter's Tale" do BtoB.

## Carreira

### 2015 - presente: Debut com CLC e Girl Spirit
Em 2015, ela foi revelada como a quinta integrante do grupo sul-coreano CLC. O grupo estreiou extended play First Love, no dia 19 de março.
Em 2016, ela participou da competição de canto "Girl Spirit", que é uma competição para as vocalistas de grupos femininos menos conhecidos.

## Discografia
- 2013: "Perfume"
- 2014: "Curious"